# Aya Korem
Aya Korem (Nazareth Illit, 7 gennaio 1980) è una cantante israeliana.
Aya Korem (in ebraico:אַיָּה כּוֹרֵם) è nata a Nazareth Illit città dove ha trascorso l'infanzia e la giovinezza. 
Dopo il diploma alle scuole superiori, ha svolto il servizio militare come istruttore nel corpo corazzato delle Forze di difesa israeliane. 
La sua musica si colloca tra il genere soft pop e il pop con influenze rock.
Fin da giovane Aya Korem ha cantato e suonato chitarra e pianoforte. Tra il 2001 e il 2004, ha studiato composizione di testi e musica alla Rimon School of Jazz and Contemporary Music di Ramat HaSharon, una scuola da cui sono usciti molti cantanti israeliani tra cui Noa e Aviv Geffen. 
Attualmente Aya vive a Tel Aviv.

## Discografia
- Aya Korem (2006)
- Safa Zara (שפה זרה, "Lingua straniera", 2008)
- Lealef Et HaSusim (לאלף את הסוסים, "Domando i cavalli" 2011)
- Halev Haze (2015)
- 2023 (2016)